# Microsoft Silverlight
Microsoft Silverlight — застаріле розширення браузерів, яке дозволяє відображати на сторінці анімацію, векторну графіку, а також програвати звук та відео, що є характерною рисою насичених інтернет застосунків (англ. Rich Internet Application, RIA). Silverlight конкурував з такими продуктами, як Adobe Flash, Adobe Flex, Adobe Shockwave, Adobe AIR, JavaFX. Версія 2.0 підвищує показники інтерактивності та швидкості застосувань, маючи підтримку мов .NET та відповідних засобів розробки.
Silverlight розроблявся під кодовою назвою Windows Presentation Foundation/Everywhere (WPF/E). Він є сумісним з різними вебоглядачами, що використовуються зокрема на платформах Microsoft Windows та Mac OS X. Деякий час[коли?] знаходилася у розробці стороння, вільна реалізація під назвою Moonlight, що мала на меті привнести сумісність з GNU/Linux.

## Версії

### Silverlight 1.0
Silverlight 1.0 містить в собі з ядро демонстраційної бази (presentation framework), що відповідає за користувацький інтерфейс, інтерактивність і введення даних користувача, базові елементи керування, графіку та анімацію, програвач медіа та DOM. Він реалізований з наступних компонентів:
- Введення даних — опрацювання введення з відповідних пристроїв (клавіатура, миша, щуп[джерело?] тощо)
- Ядро користувацького інтерфейсу — керування візуалізацією бітових зображень (включно з такими стисненими растровими зображеннями як JPEG), векторної графіки, тексту та анімації.
- Media — програвання MP3, WMA Standard, WMV7, WMV8 та WMV9/VC-1 потоків.
- XAML — дозволяє зверстати користувацький інтерфейс використовуючи мову розмітки XAML.

Silverlight-застосунок починає роботу з виклику Silverlight елементу керування, що присутній на HTML сторінці, останній в свою чергу завантажує файл XAML. Файл XAML містить об'єкт (Grid або Canvas), що використовується як вказівник місця розташування (placeholder) для решти елементів. Silverlight надає також різноманітні базові геометричні фігури на зразок ліній, еліпсів і т. д., підтримує текст, зображення, медіа. Для кожного елементу чітко визначається його позиція, щоб отримати бажану структуру. Крім того, можуть бути створені також і довільні фігури. Елементи можуть бути анімовані за допомогою спеціальних тригерів (Event triggers); існує набір уже готових ефектів, з яких також можна скомпонувати власні. Події, наприклад рух мишки, також можуть генерувати виклик обробників в JavaScript.
Програмна обробка користувацького інтерфейсу реалізується за рахунок використання скриптових мов для зміни об'єктної моделі документу (DOM) . Щоб забезпечити це Silverlight надає DOM API, доступний з будь-якої скриптової мови, що ним підтримується (для версії 1.0 список таких мов складався лише з JavaScript). Але, тим не менш, вбудовані віджети в користувацькому інтерфейсі не присутні. Підтримується лише два формати даних — XML та JSON.

### Silverlight 2.0

Архітектура Silverlight 2

Версія 2.0 привносить покращену інтерактивність інтерфейсу користувача, а також підтримку мов .NET та відповідних засобів розробки.
Silverlight 2.0 (що раніше мав маркування 1.1) включає версію .NET Framework, що реалізує Common Language Runtime (CLR) ідентичний до такого у .NET Framework 3.0 (хоча не має змоги посилатись на збірки які були компільовані звичайним .NET Framework).

### Історія випусків
| Назва версії                                                                          | Номер версії | Дата випуску      |
| ------------------------------------------------------------------------------------- | ------------ | ----------------- |
| 1.0 CTP                                                                               | 1.0.?        | грудень 2006      |
| 1.0 RTW                                                                               | 1.0.20816    | 5 вересня 2007    |
| 2.0 Pre-Release (As 1.1 Alpha Refresh [Архівовано 6 вересня 2008 у Wayback Machine.]) | 1.1.20926.0  | 5 вересня 2007    |
| 1.0 service release                                                                   | 1.0.21115.0  | 20 листопада 2007 |
| 1.0 service release                                                                   | 1.0.30109.0  | 15 січня 2008     |
| 2 Beta 1                                                                              | 2.0.30226.2  | 5 березня 2008    |
| 1.0 service release                                                                   | 1.0.30401.0  | 8 квітня 2008     |
| 2 Beta 2                                                                              | 2.0.30523.6  | 6 червня 2008     |
| 2 Beta 2                                                                              | 2.0.30523.8  | 16 липня 2008     |
| 1.0 service release                                                                   | 1.0.30715.0  | 27 липня 2008     |
| 2 RTM                                                                                 | TBA          | жовтень 2008      |
| 2.0                                                                                   |              | 16 липня 2008     |
| 3.0 бета                                                                              |              | 18 березня 2009   |
| 3.0 реліз                                                                             |              | 10 липня 2009     |
| 4.0 реліз                                                                             |              | 15 квітня 2010    |
| 5.0 реліз                                                                             |              | 9 грудня 2011     |

## Виноски
1. ↑  https://www.microsoft.com/getsilverlight/locale/en-us/html/Microsoft%20Silverlight%20Release%20History.htm
2. ↑  Smith, Jerry (2 липня 2015). Moving to HTML5 Premium Media - Microsoft Edge Dev Blog. blogs.windows.com (амер.). Архів оригіналу за 23 серпня 2018. Процитовано 31 березня 2017. we encourage companies that are using Silverlight for media to begin the transition to DASH/MSE/CENC/EME based designs
3. ↑  Quick update on Silverlight. Архів оригіналу за 22 лютого 2012. Процитовано 30 листопада 2007.
4. ↑  MSFN — Microsoft rolls out Silverlight maintenance release. Архів оригіналу за 11 січня 2009. Процитовано 12 вересня 2008.
5. ↑  Emil Protalinski. Silverlight 2 Beta 2 arrives on time, available now. Ars Technica. Архів оригіналу за 22 лютого 2012. Процитовано 6 червня 2008.
6. ↑  Emil Protalinski. Silverlight 2 targeted for «late summer» release. Ars Technica. Архів оригіналу за 27 червня 2013. Процитовано 3 квітня 2008.